# CERS1
CERS1 (англ. Ceramide synthase 1) – білок, який кодується однойменним геном, розташованим у людей на короткому плечі 19-ї хромосоми. Довжина поліпептидного ланцюга білка становить 350 амінокислот, а молекулярна маса — 39 536.
| 10         |  | 20         |  | 30         |  | 40         |  | 50         |
| ---------- |  | ---------- |  | ---------- |  | ---------- |  | ---------- |
| MAAAGPAAGP |  | TGPEPMPSYA |  | QLVQRGWGSA |  | LAAARGCTDC |  | GWGLARRGLA |
| EHAHLAPPEL |  | LLLALGALGW |  | TALRSAATAR |  | LFRPLAKRCC |  | LQPRDAAKMP |
| ESAWKFLFYL |  | GSWSYSAYLL |  | FGTDYPFFHD |  | PPSVFYDWTP |  | GMAVPRDIAA |
| AYLLQGSFYG |  | HSIYATLYMD |  | TWRKDSVVML |  | LHHVVTLILI |  | VSSYAFRYHN |
| VGILVLFLHD |  | ISDVQLEFTK |  | LNIYFKSRGG |  | SYHRLHALAA |  | DLGCLSFGFS |
| WFWFRLYWFP |  | LKVLYATSHC |  | SLRTVPDIPF |  | YFFFNALLLL |  | LTLMNLYWFL |
| YIVAFAAKVL |  | TGQVHELKDL |  | REYDTAEAQS |  | LKPSKAEKPL |  | RNGLVKDKRF |
|            |  |            |  |            |  |            |  |            |

A: Аланін

C: Цистеїн

D: Аспарагінова кислота

E: Глутамінова кислота

F: Фенілаланін

G: Гліцин

H: Гістидин

I: Ізолейцин

K: Лізин

L: Лейцин

M: Метіонін

N: Аспарагін

P: Пролін

Q: Глутамін

R: Аргінін

S: Серин

T: Треонін

V: Валін

W: Триптофан

Задіяний у таких біологічних процесах, як метаболізм ліпідів, біосинтез ліпідів, ацетилювання, альтернативний сплайсинг. 
Локалізований у мембрані, ендоплазматичному ретикулумі, апараті гольджі.